# Komunikacja miejska w Lubinie

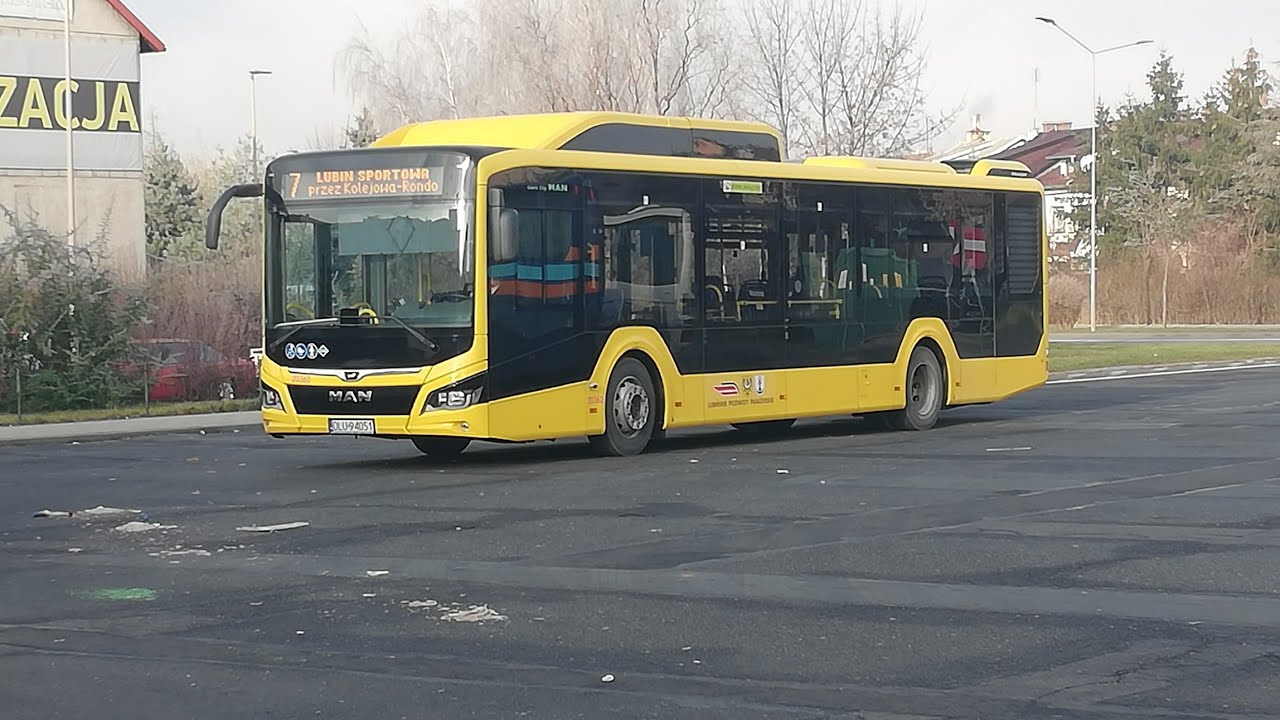
MAN NL280 Lion’s City CNG Efficient Hybrid

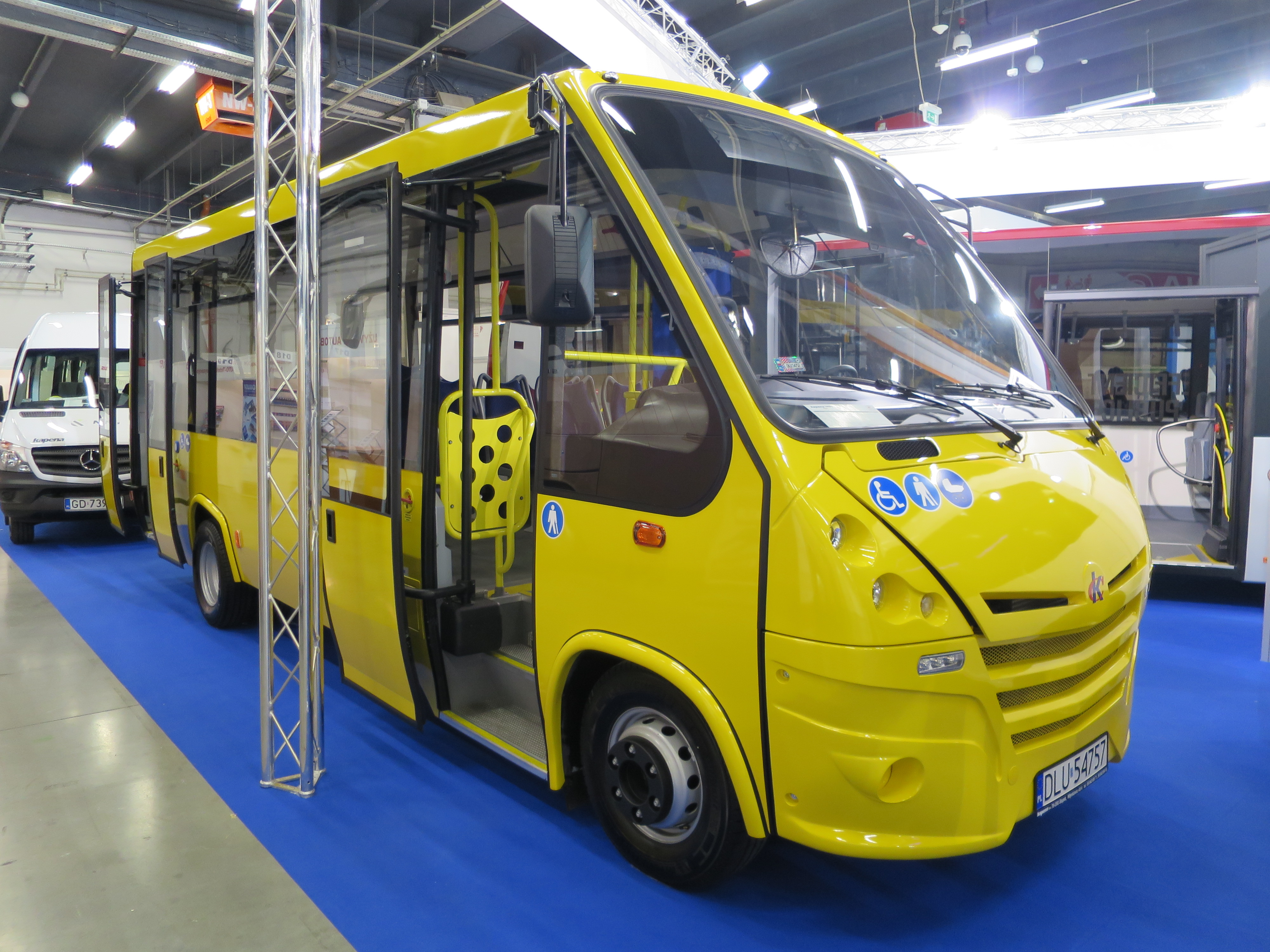
Autobus Kapena podczas premiery na TransExpo w 2016

Komunikacja miejska w Lubinie istnieje od lat 60. XX w. W początkowych latach organizowana była przez PKS, w latach 1972–1975 przez MPK w Legnicy, w latach 1975–1994 przez Wojewódzkie Przedsiębiorstwo Komunikacyjne w Legnicy (oddział techniczno-eksploatacyjny w Lubinie). Od 1995 r. do 2016 r. funkcjonowała w ramach modelu, w którym organizatorem przewozu był Urząd Miasta, zaś wykonawcą podmiot zewnętrzny wybierany w przetargach na obsługę wszystkich połączeń komunikacyjnych. Przetargi na lata 1996–2006 i na lata 2006–2016 wygrało miejscowe przedsiębiorstwo PKS Lubin. W 2016 r. organizację komunikacji miejskiej w Lubinie przejął Powiat lubiński w ramach komunikacji powiatowej (Lubińskie Przewozy Pasażerskie). Od 2019 r. LPP stały się organizatorem komunikacji międzypowiatowej łączącej powiat lubiński z polkowickim. W 2021 r. likwidacji uległa linia 112 relacji Lubin - Ścinawa - w miej miejsce powstała linia nr 512 której organizatorem jest Gmina Ścinawa zaś przewoźnikiem Dolnośląskie Linie Autobusowe.
Od 2014 r. przewozy w ramach komunikacji miejskiej w Lubinie (a następnie w ramach LPP oraz linii 512 relacji Lubin - Ścinawa) są w pełni finansowane przez samorządy. Zgodnie z uchwałą Rady Powiatu zwolnionymi z opłat są wszyscy z wyjątkiem uczniów szkół Powiatu Lubińskiego, którzy jednak uzyskują prawo do bezpłatnych przejazdów na podstawie specjalnej karty nabywanej przez samorządy. Model ten pozwala na uzyskanie zwrotu z tytułu dofinansowania przejazdów zniżkowych od Urzędu Marszałkowskiego a tym samym obniżenie kosztów utrzymania przez samorząd transportu publicznego. Zgodnie z wymogami przetargowymi każdy autobus wyposażony jest w drukarkę fiskalną.  
Od 2021r. system dynamicznej informacji pasażerskiej oraz lokalizacji pojazdów w czasie rzeczywistym jest obsługiwany dzięki technologii firmy SiMS. Dostępna jest również mobilna aplikacja umożliwiająca uzyskanie informacji o czasie odjazdu autobusu (w czasie rzeczywistym) wraz z lokalizacją na mapie miasta i regionu a także rozkład jazdy na wszystkie dni tygodnia. Informacja o kursowaniu autobusów od 2021r. dostępna jest również w Google Maps (włącznie z danymi dotyczącymi zapełnienia pojazdów na podstawie mapowania i geolokalizacji smartfonów pasażerów przez Google).

## Tabor autobusowy
| Marka i model autobusu                     | Ilość sztuk | Lata produkcji | Lata zakupu | Informacje dodatkowe                                                                        | Standard silnika ON / Paliwa alternatywne / układy hybrydowe |
| ------------------------------------------ | ----------- | -------------- | ----------- | ------------------------------------------------------------------------------------------- | --- |
| MAN NL273 Lion’s City                      | 2           | 2007           | 2007        |                                                                                             | silnik standardu Euro 4 |
| MAN NL283 Lion’s City EEV                  | 19          | 2011 – 2012    | 2011 – 2012 |                                                                                             | silnik standardu EEV (Enhanced Environmentally friendly Vehicle) |
| Kapena Urby LE Iveco Daily 70 – 170        | 3           | 2016           | 2016        |                                                                                             | silnik standardu Euro 6 |
| Volvo 7700 B9L                             | 2           | 2010           | 2017        | 1x wersja dwudrzwiowa, 1x wersja trzydrzwiowa                                               | silniki standardu Euro 4 i Euro 5 |
| Iveco Dekstra LF38 – Iveco Daily 70C18     | 3           | 2018           | 2018        |                                                                                             | silnik standardu Euro 6 |
| MAN NL280 Lion’s City CNG Efficient Hybrid | 25          | 2020           | 2020        | wprowadzenie do eksploatacji styczeń 2021r.                                                 | autobusy zasilane paliwem alternatywnym - sprężonym gazem ziemnym (CNG) wyposażone w układ hybrydowy Efficient Hybrid (opracowany przez MAN) silnik standardu Euro 6 |
| SOLARIS Urbino 12 III CNG                  | 2           | 2013           | 2021        | wprowadzenie do eksploatacji luty 2022r.                                                    | autobus zasilany paliwem alternatywnym - sprężonym gazem ziemnym (CNG) silnik standardu EEV (Enhanced Environmentally friendly Vehicle)                              |
| Isuzu Citiport 12                          | 1           | 2023           | 2023        | wprowadzenie do eksploatacji styczeń 2024r. jeździ jedynie w ramach komunikacji gminy rudna | silnik standardu Euro 6 |
| Solaris Urbino 12 IV Electric              | 0 z 8       | 2025           | 2025        | planowane wprowadzenie do eksploatacji luty 2026r.                                          | autobus zasilany energią elektryczną (EE) |
| Solaris Urbino 9 LE Electric               | 0 z 4       | 2025           | 2025        | planowane wprowadzenie do eksploatacji luty 2026r.                                          | autobus zasilany energią elektryczną (EE) |
| Ogółem                                     | 57 z 69     |                |             |                                                                                             | |

### Autobusy wycofane z eksploatacji (wykaz chronologiczny według roku zakupu)
| Marka i model autobusu                           | Ilość sztuk | Lata produkcji | Lata zakupu | Wycofanie z eksploatacji PKS Lubin w komunikacji miejskiej okres użytkowania mógł być krótszy | Informacje dodatkowe                                                                          |
| ------------------------------------------------ | ----------- | -------------- | ----------- | --------------------------------------------------------------------------------------------- | --------------------------------------------------------------------------------------------- |
| Jelcz M11                                        | 3           | 1987–1988      | 1987–1988   | 2004–2006                                                                                     |                                                                                               |
| Jelcz PR 110 M / R                               | 6           | 1983–1991      | 1983–1996   | 2002–2006                                                                                     |                                                                                               |
| Jelcz L11                                        | 4           | 1987           | 1987        | 1994–2006                                                                                     |                                                                                               |
| MAN SL200                                        | 20          | 1975–1980      | 1995        | 2006                                                                                          |                                                                                               |
| MAN SD200                                        | 1           | 1979           | 1995        | 2006                                                                                          | jedyny autobus piętrowy w Lubinie, pierwszy autobus z obniżoną podłogą (1 niewielki stopień)  |
| Scania CR 112                                    | 7           | 1979–1983      | 1995        | 1999–2006                                                                                     |                                                                                               |
| Jelcz 120 M                                      | 25          | 1992–2000      | 1992–2000   | 2006–2015                                                                                     |                                                                                               |
| Jelcz M122MB Mercedes                            | 1           | 1995           | 1997        | 2008                                                                                          | pierwszy niskopodłogowy autobus w Lubinie                                                     |
| Jelcz 120 MM/1                                   | 1           | 1997           | 1998        | 2011                                                                                          |                                                                                               |
| Jelcz M081 MB                                    | 1           | 1999           | 2000        | 2010                                                                                          |                                                                                               |
| MAN SL 223                                       | 2           | 2002           | 2004        | 2021                                                                                          |                                                                                               |
| MAN EL 262                                       | 1           | 1997           | 2004        | 2017                                                                                          |                                                                                               |
| Irisbus Karosa Agora 12 S                        | 1           | 2004           | 2004        | 2012                                                                                          |                                                                                               |
| Mercedes Benz O407                               | 1           | 1989           | 2005        | 2014                                                                                          |                                                                                               |
| MAN SL202                                        | 1           | 1988           | 2005        | 2012                                                                                          |                                                                                               |
| Setra S215 SL                                    | 1           | 1987           | 2005        | 2017                                                                                          |                                                                                               |
| Irisbus Karosa B951E Iveco                       | 8           | 2006           | 2006        | 2019–2021                                                                                     |                                                                                               |
| Irisbus Iveco Citelis 12                         | 5           | 2006–2007      | 2006–2007   | 2021                                                                                          |                                                                                               |
| Kapena Urby LE Iveco Daily 65C18                 | 5           | 2008           | 2008        | 2019–2021                                                                                     |                                                                                               |
| MAN NL273 Lion’s City                            | 2           | 2008           | 2008        | 2022                                                                                          |                                                                                               |
| Neoplan N4516                                    | 5           | 2006           | 2015        | 2021                                                                                          |                                                                                               |
| Irisbus Iveco Citelis Line                       | 3           | 2007           | 2016        | 2016–2021                                                                                     |                                                                                               |
| Setra S315 NF                                    | 2           | 2004           | 2016–2018   | wycofane tylko z kursów LPP                                                                   | pojazdy kursują nadal m.in. w sytuacji potrzeb jako komunikacja zastępcza Kolei Dolnośląskich |
| Scania Omnicity CN230UB 4x2 EB                   | 1           | 2006           | 2017        | 2021                                                                                          |                                                                                               |
| Mercedes O405 N2                                 | 1           | 2000           | 2019        | 2021                                                                                          | eksploatacja wyłącznie na trasie do Chocianowa                                                |
| Mercedes Benz 818D / 814D Auwarter Teamstar City | 2           | 2003–2006      | 2019        | 2021                                                                                          | eksploatacja wyłącznie na trasie do Chocianowa                                                |

## Linie[13]
| Numer | Kierunek | Trasa | Uwagi |
| ----- | --- | --- | --- |
| 0     | Lubin Spacerowa / Lubin Małomicka - Las ↔ Lubin Os. Krzeczyn                                                                                       | Spacerowa, Kusocińskiego, Małomicka, Paderewskiego, Kościuszki, Skłodowskiej, Jana Pawła II, Hutnicza, Gen. Maczka, Krzeczyn Wielki, Grottgera | |
| 1     | ZG Szyb Zachodni / Szklary Górne Cmentarz / Lubin Ustronie ↔ Lubin Sportowa                                                                        | Szklary Górne, Obora, Jana Pawła II, Wierzbowa, Parkowa, Kaczyńskiego, Skłodowskiej, 1-go Maja, Kolejowa, Sikorskiego, KEN, Legnicka, Leśna, Piłsudskiego | |
| 2     | Lubin Spacerowa / Lubin Małomicka - Las ↔ Lubin Os. Krzeczyn / Chróstnik                                                                           | Spacerowa, Kusocińskiego, Małomicka, Paderewskiego, Kościuszki, Skłodowskiej, KGHM, 1-go Maja, Kolejowa, Sikorskiego, KEN, Gen. Maczka, Stary Lubin, Krzeczyn Wielki, Grottgera, Chróstnik                                                                                 | |
| 3A    | Lubin Ustronie ↔ Lubin Ustronie / Lubin Cmentarz Zacisze                                                                                           | Jana Pawła II, Hutnicza, Gen. Maczka, Leśna, Piłsudskiego, Paderewskiego, Kościuszki, Kaczyńskiego, Granitowa, Hutnicza, Jana Pawła II, Zacisze | |
| 3B    | Lubin Ustronie ↔ Lubin Ustronie / Lubin Cmentarz Zacisze                                                                                           | Jana Pawła II, Hutnicza, Granitowa, Kaczyńskiego, Kościuszki, Paderewskiego, Piłsudskiego, Leśna, Gen. Maczka, Hutnicza, Jana Pawła II, Zacisze | |
| 4     | Lubin Cmentarz Zacisze / Lubin Ustronie ↔ Lubin Przylesie / Lubin Piłsudskiego - Kaufland / Lubin Osiek - Działki / Osiek Św. Katarzyny / Kłopotów | Zacisze, Jana Pawła II, Wierzbowa, Parkowa, Kaczyńskiego, Konstytucji 3-go Maja, Szkolna, Mickiewicza, Składowa, Księcia Ludwika I, Kościuszki, Paderewskiego, KEN, Legnicka, Leśna, Piłsudskiego, Osiek, Kłopotów                                                         | Kurs do przystanku Lubin Osiek - Działki obowiązuje tylko w czasie funkcjonowania letniego rozkładu jazdy (od 1 kwietnia do 31 października) |
| 5     | Lubin KGHM / Lubin Stadion - Zakłady ↔ Lubin WPEC / Chróstnik / Krzeczyn Wielki Remiza                                                             | Skłodowskiej, Hutnicza, Jana Pawła II, Wierzbowa, Parkowa, Kaczyńskiego, Konstytucji 3-go Maja, Kościuszki, Paderewskiego, KEN, Legnicka, Chróstnik, Krzeczyn Wielki | |
| 6     | Lubin ZG Lubin ↔ Lubin Sportowa / Miroszowice | ZG Lubin, Skłodowskiej, KGHM, 1-go Maja, Kolejowa, Odrodzenia, Kopernika, KEN, Legnicka, Leśna, Piłsudskiego, Miroszowice | |
| 7     | Obora / Lubin Ustronie ↔ Lubin Sportowa | Obora, Jana Pawła II, Hutnicza, KGHM, Skłodowskiej, 1-go Maja, Kolejowa, Odrodzenia, Kopernika, KEN, Legnicka, Leśna, Piłsudskiego | |
| 8     | Lubin Spacerowa ↔ Lubin Spacerowa | Spacerowa, Mickiewicza, Składowa, Księcia Ludwika I, Kościuszki, Paderewskiego, Niepodległości, Skłodowskiej, Szkolna, Spacerowa | LInia sezonowa, kursuje tylko w trakcie funkcjonowania letniego rozkładu jazdy (od 1 kwietnia do 31 października)                            |
| 100   | Gola ↔ Prochowice Rynek | Gola, Spacerowa, Mickiewicza, Składowa, Księcia Ludwika I, Kościuszki, Skłodowskiej, 1-go Maja, Kolejowa, Odrodzenia, Kopernika, Wrocławska, Miroszowice, Niemstów, Miłosna, Gogołowice, Lisowice, Prochowice                                                              | |
| 101   | Lubin KGHM ↔ Gorzyca | KGHM, Skłodowskiej, 1-go Maja, Stary Lubin, Chocianowska, Krzeczyn Wielki, Krzeczyn Mały, Gorzyca | |
| 102   | Lubin KGHM ↔ Czerniec plac | KGHM, Skłodowskiej, Kościuszki, Paderewskiego, Ścinawska, Księginicka, Księginice, Składowice, Ustronie, Dąbrowa Górna, Czerniec | |
| 103   | Lubin KGHM ↔ Czerniec plac | KGHM, Skłodowskiej, Kościuszki, Paderewskiego, Ścinawska, Księginicka, Księginice, Czerniec | |
| 104   | Lubin Cmentarz Zacisze / Lubin Ustronie ↔ Buczynka                                                                                                 | Zacisze, Jana Pawła II, Wierzbowa, Parkowa, Kaczyńskiego, Konstytucji 3-go Maja, Szkolna, Mickiewicza, Składowa, Księcia Ludwika I, Kościuszki, Paderewskiego, KEN, Legnicka, Leśna, Piłsudskiego, Osiek, Pieszków, Raszowa, Raszowa Mała, Raszówka, Miłoradzice, Buczynka | |
| 105   | Lubin KGHM ↔ Bukowna | KGHM, Skłodowskiej, Kościuszki, Paderewskiego, KEN, Legnicka, Chróstnik, Gorzelin, Raszówka, Karczowiska, Zimna Woda, Wiercień, Lisiec, Bukowna | |
| 110   | Lubin Kolejowa - Rondo ↔ Polkowice Dworzec Autobusowy                                                                                              | Kolejowa, 1-go Maja, Skłodowskiej, ZG Lubin, Biedrzychowa, Polkowice | |
| 113   | Lubin KGHM ↔ Orsk | KGHM, Skłodowskiej, Niepodległości, Paderewskiego, Małomicka, Koźlice, Mleczno, Toszowice, Juszowice, Rudna, Gawronki, Gawrony, Studzionki, Brodowice, Chełm, Brodowice, Orsk                                                                                              | |
| 121   | Lubin Ścinawska ↔ Chocianów Krótka | Ścinawska, Niepodległości, Skłodowskiej, 1-go Maja, Stary Lubin, Krzeczyn Mały, Gorzyca, Ogrodzisko, Żabice, Michałów, Trzebnice, Brunów, Szklary Dolne, Trzmielów, Chocianów                                                                                              | |
| 123   | Lubin KGHM ↔ Chobienia Rynek | KGHM, Skłodowskiej, Niepodległości, Paderewskiego, Małomicka, Zalesie, Koźlice, Mleczno, Juszowice, Rynarcice, Rudna, Gwizdanów, Wysokie, Brodów, Kłębów, Nieszczyce, Radoszyce, Chobienia                                                                                 | |
| 131   | Lubin Piłsudskiego - Kaufland ↔ Chocianów Krótka                                                                                                   | Piłsudskiego, Sikorskiego, Kolejowa, Stary Lubin, Krzeczyn Wielki. Gorzyca, Ogrodzisko, Żabice, Michałów, Trzebnice, Chocianowiec, Raków, Chocianów | |
| 133   | Lubin KGHM ↔ Chobienia Rynek | KGHM, Skłodowskiej, Niepodległości, Paderewskiego, Małomicka, Koźlice, Mleczno, Juszowice, Rudna, Stara Rudna, Wądroże, Kliszów, Radomiłów, Miłogoszcz, Olszany, Górzyn, Ciechłowice, Naroczyce, Chobienia                                                                 | |
| 512   | Lubin KGHM ↔ Ścinawa Wołowska | KGHM, Skłodowskiej, Kościuszki, Paderewskiego, Ścinawska, Siedlce, Ręszów, Turów, Ścinawa | Organizatorem linii jest Gmina Ścinawa, przewoźnikiem DLA.                                                                                   |